# بنجامين إم. ويلكوكس
بنجامين إم. ويلكوكس هو سياسي أمريكي، ولد في 21 يونيو 1854، وتوفي في 1 أغسطس 1912. نشط حزبياً في الحزب الجمهوري. وقد انتخب عضو جمعية ولاية نيويورك ‏ وانتخب عضو مجلس ولاية نيويورك ‏.